# Leonard Bloomfield
Leonard Bloomfield (Chicago 1 de abril de 1887-New Haven 18 de abril de 1949) fue un filólogo y lingüista estadounidense, uno de los representantes más importantes del estructuralismo estadounidense. 

## Carrera
Desarrolló trabajos en morfología y sintaxis. Fue el principal fundador de la Sociedad Lingüística de Estados Unidos.
Se especializó en las corrientes lingüísticas europeas, especialmente en el método comparativo que aplicó en las lenguas amerindias. Fue profesor, entre otras universidades estadounidenses, en las de Chicago y Yale.
En su famosa obra El Lenguaje (Language), publicada en 1933 como revisión de su Introducción al estudio del lenguaje (1914), describe el estado de la lingüística de vanguardia en esa época. El libro adopta el marco psicológico de la escuela conductista de Watson y rechaza la postulación de todo lo que no era «directamente observable» para el análisis lingüístico. En el estudio del lenguaje se margina el aspecto semántico. 
Bloomfield pone de relieve los métodos de análisis distribucionales que, posteriormente, desarrollará Zellig Harris en su obra Métodos de lingüística estructural. La influencia de Bloomfield en las escuelas estructuralistas estadounidense y europea ha sido considerable. 
Los profesores de lingüística de Noam Chomsky siguieron la escuela «post-bloomfieldiana», aunque Chomsky no seguiría a sus profesores.

## Selección de publicaciones
- Bloomfield, Leonard. 1909/1910. "A semasiological differentiation in Germanic secondary ablaut." Modern Philology 7:245-288; 345-382.
- Bloomfield, Leonard (1911). «The Indo-European Palatals in Sanskrit». The Am. J. of Philology 32 (1): 36-57. JSTOR 288802. doi:10.2307/288802.
- Bloomfield, Leonard. 1914. Introduction to the Study of Language. New York: Henry Holt, reimpreso 1983, John Benjamins. Visto 19 de abril de 2009. ISBN 90-272-1892-7
- Bloomfield, Leonard (1914a). «Sentence and Word». Trans. and Proc. of the Am. Philological Assoc. 45: 65-75. JSTOR 282688. doi:10.2307/282688.
- Bloomfield, Leonard (1916). «Subject and Predicate». Trans. and Proc. of the Am. Philological Assoc. 47: 13-22. JSTOR 282823. doi:10.2307/282823.
- Bloomfield, Leonard. 1917. Tagalog texts with grammatical analysis. University of Illinois studies in language and literature, 3.2-4. Urbana, Illinois
- Bloomfield, Leonard (1925). «Why a linguistic society?». Language 1: 1-5.
- Bloomfield, Leonard (1925a). «On the sound-system of Central Algonquian». Language 1 (4): 130-156. JSTOR 409540. doi:10.2307/409540.
- Bloomfield, Leonard. 1925-1927. "Notes on the Fox language." International J. of Am. Linguistics 3:219-232; 4: 181-219
- Bloomfield, Leonard (1926). «A set of postulates for the science of language». Language 2 (3): 153-164. JSTOR 408741. doi:10.2307/408741. (reimpreso en: Martin Joos, ed. Readings in Linguistics I, Chicago y Londres: The University of Chicago Press 1957, 26-31)
- Bloomfield, Leonard (1927). «On Some Rules of Pāṇini». J. of the Am. Oriental Soc. 47: 61-70. JSTOR 593241. doi:10.2307/593241.
- Bloomfield, Leonard (1927a). «Literate and illiterate speech». Am. Speech 2 (10): 432-441. JSTOR 451863. doi:10.2307/451863.
- Bloomfield, Leonard. 1928. Menomini texts. Publications of the American Ethnological Society 12. New York: G.E. Stechert, Agents. [reimpreso 1974. New York: AMS Press] ISBN 0-404-58162-5
- Bloomfield, Leonard (1928a). «A note on sound change». Language 4 (2): 99-100. JSTOR 408791. doi:10.2307/408791.
- Bloomfield, Leondard. 1929. Review of Bruno Liebich, 1928, Konkordanz Pāṇini-Candra, Breslau: M. & H. Marcus. Language 5:267-76. Reimpreso en Hockett, Charles. 1970, 219-226
- Bloomfield, Leonard. 1930. Sacred stories of the Sweet Grass Cree. National Museum of Canada Bull. 60 (Anthropological Series 11). Ottawa. [reimpreso 1993, Saskatoon, SK: Fifth House]. ISBN 1-895618-27-4
- Bloomfield, Leonard. 1933. Language. New York: Henry Holt. ISBN 0-226-06067-5, ISBN 90-272-1892-7
- Bloomfield, Leonard. 1934. Plains Cree texts. American Ethnological Society Publications 16. New York. [reimpreso 1974, New York: AMS Press]
- Bloomfield, Leonard. 1935. "Linguistic aspects of science." Philosophy of Sci. 2/4:499-517.
- Bloomfield, Leonard. 1939. "Menomini morphophonemics." Etudes phonologiques dédiées à la mémoire de M. le prince N.S. Trubetzkoy, 105-115. Travaux du Cercle Linguistique de Prague 8. Praga
- Bloomfield, Leonard. 1939a. Linguistic aspects of science. Chicago: University of Chicago Press. ISBN 0-226-57579-9
- Bloomfield, Leonard (1942). «Outline of Ilocano syntax». Language 18 (3): 193-200. JSTOR 409552. doi:10.2307/409552.
- Bloomfield, Leonard. 1942a. Outline guide for the practical study of foreign languages. Baltimore: Linguistic Soc. of America
- Bloomfield, Leonard. 1946. "Algonquian." Harry Hoijer et al., eds., Linguistic structures of native America, 85-129. Viking Fund Publications in Anthropology 6. New York: Wenner-Gren Foundation
- Bloomfield, Leonard. 1958. Eastern Ojibwa. Ed. Charles F. Hockett. Ann Arbor: University of Michigan Press
- Bloomfield, Leonard. 1962. The Menomini language. Ed. Charles F. Hockett. New Haven: Yale University Press
- Bloomfield, Leonard. 1975. Menomini lexicon. Ed. Charles F. Hockett. Milwaukee Public Museum Publications in Anthropology and History. Milwaukee: Milwaukee Public Museum.
- Bloomfield, Leonard. 1984. Cree-English lexicon. Ed. Charles F. Hockett. New Haven: Human Relations Area Files. ISBN 99954-923-9-3
- Bloomfield, Leonard. 1984b. Fox-English lexicon. Ed. Charles F. Hockett. New Haven: Human Relations Area Files. ISBN 99954-923-7-7